# My Senpai is Annoying
My Senpai is Annoying (先輩がうざい後輩の話, Senpai ga Uzai Kōhai no Hanashi) est un josei manga écrit et dessiné par Shiro Manta, sorti initialement sur son compte Twitter et la plateforme Pixiv dès le 17 septembre 2017. Il est ensuite assemblé en volumes entre le 28 mars 2018 et le 3 février 2025 par Ichijinsha puis entre le 6 juillet 2018 et le 26 juillet 2024 sur le site web comic POOL de l'éditeur.
Une adaptation en anime, produite par Doga Kobo, est diffusée entre le 10 octobre et le 26 décembre 2021. En France, elle est diffusée en simulcast sur Wakanim puis dès le 10 janvier 2023 sur Crunchyroll.

## Personnages
Futaba Igarashi (五十嵐双葉, Igarashi Futaba)
Voix japonaise : Tomori Kusunoki
Harumi Takeda (武田晴海, Takeda Harumi)
Voix japonaise : Shunsuke Takeuchi (en)
Tōko Sakurai (桜井桃子, Sakurai Tōko)
Voix japonaise : Saori Hayami
Sōta Kazama (風間蒼太, Kazama Sōta)
Voix japonaise : Reiō Tsuchida (ja)
Natsumi Kurobe (黒部夏美, Kurobe Natsumi)
Voix japonaise : Reina Aoyama (ja)
Yūto Sakurai (桜井優人, Sakurai Yūto)
Voix japonaise : Yui Horie
Mona Tsukishiro (月城モナ, Tsukishiro Mona)
Voix japonaise : Aoi Koga
Grand-père de Futaba (おじいちゃん, Ojii-chan)
Voix japonaise : Akio Ōtsuka
Chef de Futaba (部長, Buchō)
Voix japonaise : Yutaka Aoyama (en)
Oishi (大石)
Voix japonaise : Yūta Odagaki (ja)
Hijikata (土方)
Voix japonaise : Takayuki Kondo (en)

## Manga
My Senpai is Annoying (先輩がうざい後輩の話) est écrit et illustré par Shiro Manta. Le manga est d'abord publié sur le compte Twitter de l'auteur et sur la plateforme communautaire Pixiv dès le 17 septembre 2017,. Chaque chapitre récolte environ 415 000 « J'aime », permettant au manga d'avoir le plus grand nombre de « J'aime » en 2017 sur Twitter.
À la suite de ce succès, les chapitres sont rassemblés et édités dans le format tankōbon par Ichijinsha avec le premier volume publié le 28 mars 2018. Ils sont ensuite postés sur le site web comic POOL de l'éditeur dès le 6 juillet 2018 jusqu'au 26 juillet 2024 pour son chapitre final,. La série compte treize volumes tankōbon. En Amérique du Nord, le manga est publié par Seven Seas Entertainment depuis mai 2020.

### Liste des volumes
| no                                        | Japonais          | Japonais          |
| no                                        | Date de sortie    | ISBN              |
| ----------------------------------------- | ----------------- | ----------------- |
| 1                                         | 28 mars 2018      | 978-4-7580-0981-2 |
| Liste des chapitres : Chapitres 1 à 20    |                   |                   |
| 2                                         | 10 septembre 2018 | 978-4-7580-0997-3 |
| Liste des chapitres : Chapitres 21 à 40   |                   |                   |
| 3                                         | 25 février 2019   | 978-4-7580-2026-8 |
| Liste des chapitres : Chapitres 41 à 57   |                   |                   |
| 4                                         | 25 septembre 2019 | 978-4-7580-2051-0 |
| Liste des chapitres : Chapitres 58 à 77   |                   |                   |
| 5                                         | 2 juillet 2020    | 978-4-7580-2093-0 |
| Liste des chapitres : Chapitres 78 à 99   |                   |                   |
| 6                                         | 25 novembre 2020  | 978-4-7580-2175-3 |
| Liste des chapitres : Chapitres 100 à 121 |                   |                   |
| 7                                         | 28 avril 2021     | 978-4-7580-2230-9 |
| Liste des chapitres : Chapitres 122 à 140 |                   |                   |
| 8                                         | 28 septembre 2021 | 978-4-7580-2292-7 |
| Liste des chapitres : Chapitres 141 à 159 |                   |                   |
| 9                                         | 25 mai 2022       | 978-4-7580-2385-6 |
| Liste des chapitres : Chapitres 160 à 178 |                   |                   |
| 10                                        | 26 décembre 2022  | 978-4-7580-2469-3 |
| Liste des chapitres : Chapitres 179 à 195 |                   |                   |
| 11                                        | 25 juillet 2023   | 978-4-7580-2552-2 |
| Liste des chapitres : Chapitres 196 à 215 |                   |                   |
| 12                                        | 24 mai 2024       | 978-4-7580-2673-4 |
| Liste des chapitres : Chapitres 216 à 231 |                   |                   |
| 13                                        | 3 février 2025    | 978-4-7580-2829-5 |
| Liste des chapitres : Chapitres 232 à 238 |                   |                   |

## Anime
Le 1er juillet 2020, une adaptation en anime, produite par Doga Kobo, est annoncée. Ryota Ito (ja) supervise la réalisation, tandis que Yoshimi Narita s'occupe du scénario, les chara-designs sont quant à eux confiés à Shigemitsu Abe, enfin Hiroaki Tsutsumi (en) compose la bande originale.
Le thème du générique de début est Annoying! San-san Week! (アノーイング！さんさんウィーク！) par Tomori Kusunoki, Saori Hayami, Reina Aoyama (ja) et Aoi Koga tandis que le générique de fin est Niji ga Kakaru made no Hanashi (虹が架かるまでの話) par Yui Horie. L'anime est diffusé au Japon entre le 10 octobre et le 26 décembre 2021, simultanément sur Funimation à l'international et sur Wakanim en France,,.

### Liste des épisodes
| No | Titre français                         | Titre japonais         | Titre japonais                  | Date de 1re diffusion |
| No | Titre français                         | Kanji                  | Rōmaji                          | Date de 1re diffusion |
| -- | -------------------------------------- | ---------------------- | ------------------------------- | --------------------- |
| 1  | À chacun son rythme                    | お互いの歩幅           | Otagai no hohaba                | 10 octobre 2021       |
| 2  | Des udon, parfois avec un œuf          | うどん、ときどき満月   | Udon, tokidoki mangetsu         | 17 octobre 2021       |
| 3  | Puis vint Noël                         | そしてクリスマス       | Soshite kurisumasu              | 24 octobre 2021       |
| 4  | Avoir quelqu'un à son chevet           | そばにいてくれる人     | Soba ni itekureru hito          | 31 octobre 2021       |
| 5  | La symphonie de la Saint-Valentin      | バレンタイン交響曲     | Barentain kōkyōkyoku            | 7 novembre 2021       |
| 6  | Le papy fana de sa Futaba              | 双葉大好きおじいちゃん | Futaba daisuki ojīchan          | 14 novembre 2021      |
| 7  | Profiter de l'instant présent          | いま、ここで           | Ima, koko de                    | 21 novembre 2021      |
| 8  | Les jours de congés de chacun          | それぞれの休日         | Sorezore no kyūjitsu            | 28 novembre 2021      |
| 9  | Un week-end d'été palpitant            | ウキウキ夏休み         | Ukiuki natsuyasumi              | 5 décembre 2021       |
| 10 | L'automne, ou la vie de tous les jours | 秋、あるいは日常の日々 | Aki, aruiwa nichijō no hibi     | 12 décembre 2021      |
| 11 | Le cycle des saisons                   | めぐる季節             | Meguru kisetsu                  | 19 décembre 2021      |
| 12 | My Senpai is Annoying                  | 先輩がうざい後輩の話   | Senpai ga Uzai Kōhai no Hanashi | 26 décembre 2021      |

## Accueil
En 2018, My Senpai is Annoying remporte le Next Manga Award, un prix du manga fondé sur un vote des lecteurs, dans la catégorie manga web. En novembre 2021, le tirage total du manga dépasse 1,5 million d'exemplaires.

### Œuvres
Édition japonaise
Senpai ga Uzai Kōhai no Hanashi
1. 1 2  (ja) « 先輩がうざい後輩の話 (1) », sur Ichijinsha (consulté le 13 janvier 2023).
2. 1 2  (ja) « 先輩がうざい後輩の話 (2) », sur Ichijinsha (consulté le 13 janvier 2023).
3. 1 2  (ja) « 先輩がうざい後輩の話 (3) », sur Ichijinsha (consulté le 13 janvier 2023).
4. 1 2  (ja) « 先輩がうざい後輩の話 (4) », sur Ichijinsha (consulté le 13 janvier 2023).
5. 1 2  (ja) « 先輩がうざい後輩の話 (5) », sur Ichijinsha (consulté le 13 janvier 2023).
6. 1 2  (ja) « 先輩がうざい後輩の話 (6) », sur Ichijinsha (consulté le 13 janvier 2023).
7. 1 2  (ja) « 先輩がうざい後輩の話 (7) », sur Ichijinsha (consulté le 13 janvier 2023).
8. 1 2  (ja) « 先輩がうざい後輩の話 (8) », sur Ichijinsha (consulté le 13 janvier 2023).
9. 1 2  (ja) « 先輩がうざい後輩の話 (9) », sur Ichijinsha (consulté le 13 janvier 2023).
10. 1 2  (ja) « 先輩がうざい後輩の話 (10) », sur Ichijinsha (consulté le 13 janvier 2023).
11. 1 2  (ja) « 先輩がうざい後輩の話 (11) », sur Ichijinsha (consulté le 26 juin 2023).
12. 1 2  (ja) « 先輩がうざい後輩の話 (12) », sur Ichijinsha (consulté le 2 mai 2024).
13. 1 2  (ja) « 先輩がうざい後輩の話 (13) », sur Ichijinsha (consulté le 21 janvier 2025).